# Gabriel Curuchet
Gabriel Ovidio Curuchet (Mar del Plata, 24 de junho de 1963) é um ex-ciclista olímpico argentino. Curuchet representou sua nação nos Jogos Olímpicos de Verão de 1984, 1988, 1996 e 2000. Era um piloto profissional de 1989 à 2005.
Irmão de Juan Esteban Curuchet.